# Рафалівський район
Рафалівський район — колишнє адміністративне утворення у складі Ровенської області Української РСР з центром у смт Рафалівка.

## Історія
Указом Президії Верховної Ради Української РСР від 1 січня 1940 року в Ровенській області утворюються 30 районів, серед них — Рафалівський з центром у смт Рафалівка. Під час Другої світової війни входив до Сарненської округи генеральної округи Волинь-Поділля Райхскомісаріату Україна. У першій половині 1944 року відновлено довоєнний адміністративний поділ області.
У 1950 році почалася нова кампанія з виключення з колгоспів «бандпособницьких» родин, станом на 20 червня 1950 року в Рафалівському районі було виключено 27 родин (такі виключені родини надалі підлягали виселенню за межі УРСР).
Указом Президії ВР УРСР від 21 січня 1959-го «Про ліквідацію деяких районів Рівненської області» ліквідовуються 11 районів Ровенської області, серед яких Рафалівський район. Його територія включена до складу Володимирецького району.